# Jean Veneziano
Pour les articles homonymes, voir Veneziano.
Jean Veneziano, né le 7 novembre 1923 à Marseille (Bouches-du-Rhône) et mort le 5 janvier 1966 à Nîmes (Gard), est un footballeur français évoluant au poste de milieu de terrain.

## Carrière
Jean Veneziano joue à l'Olympique de Marseille de 1939 à 1940, puis au Lyon olympique universitaire de 1940 à 1942. 
Il retourne ensuite à l'OM où il reste jusqu'en 1948, remportant la finale de la Coupe de France de football 1942-1943. Puis il rejoint l'AS Béziers pour une saison avant de partir à Angers en 1949. 
Deux saisons plus tard, il intègre l'effectif du SO Cholet pour une saison, puis le Gallia Club d'Uzès pour la même durée.

## Palmarès
- Vainqueur de la Coupe de France de football 1942-1943 avec l'Olympique de Marseille